# 河本敏夫
河本 敏夫（こうもと としお、1911年〈明治44年〉6月22日 - 2001年〈平成13年〉5月24日）は、日本の政治家、実業家。
三光汽船社長を務め、辞任後も事実上のオーナーであった。
沖縄開発庁長官（第15代）、対外経済問題・民間活力導入担当大臣（第2次中曽根第1次改造内閣）、経済企画庁長官（第32・34代）、通商産業大臣（第34・36代）、郵政大臣（第28代）、衆議院議員（17期）、自由民主党政務調査会長などを歴任した。
正三位勲一等旭日大綬章。相生市名誉市民。

## 来歴・人物

### 生い立ち
1911年（明治44年）6月22日、兵庫県赤穂郡相生村（現：相生市）に生まれる。旧制龍野中学（現：兵庫県立龍野高等学校）から旧制姫路高等学校文科甲類に入学するも、戦前の軍部による戦争に対する反戦運動に参加して、1930年（昭和5年）に退学を余儀なくされた。

### 三光海運社長
炭坑夫や職工などを経て、日本大学法文学部に入学。在学中に義兄らと三光海運を設立して取締役となり、卒業後の1937年から社長となる。（翌年、三光汽船に社名変更）

### 衆議院議員
1949年の第24回衆議院議員総選挙で旧兵庫4区から立候補し、初当選する。以後、連続17回当選を果たした。

### 閣僚を歴任
経済企画政務次官などを経て、1968年に第2次佐藤再改造内閣の郵政大臣として初入閣する。政界の玄人筋からは三木派の資金調達役として知られていたが、存在が一躍注目されるようになったのは三木内閣で通商産業大臣に就任してからである。
通商産業大臣時代の三木が佐橋滋とともに大型工業技術研究開発制度（1966年11月）で産業政策を行ったように、河本もオイルショックに対応した産業構造の転換をすべく超LSI技術研究組合（1976年3月）やムーンライト計画（1978年10月）のような大型プロジェクトを推進した。
1976年に「三木おろし」が巻き起こり、内閣総理大臣三木武夫が反三木勢力に対しロッキード問題を掲げて解散総選挙を考慮する政局になった際には、三木派の離党や野党提携、新党結成なども視野に選挙資金を集める一方、閣僚を罷免してでも強行に衆議院を解散するよう三木に進言した。三木とは姻戚関係でもあり、三木の娘婿の兄弟と河本の娘が結婚している。
三木の後を継いだ福田赳夫改造内閣でも通商産業大臣に任命され、鈴木善幸内閣と中曽根内閣でも経済企画庁長官を歴任した。

### 自由民主党政務調査会長
自民党内でも1976年と1978年の2度にわたって政調会長を務めている。日米貿易摩擦の激化により1984年11月から1985年8月まで対外経済問題の特命事項担当大臣に任じられた。自民党屈指の政策通・経済通として知られ、三木に批判的な立場であった大平正芳や後藤田正晴からも「一角の人物」と一目置かれていた。政策としては積極財政論を唱えることが多かった。

### 自民党総裁予備選
河本は自民党の実力者として1970年代の政界を主導した「三角大福」に次ぐ実力者にも数えられ、何度も総裁候補に名前が挙がった。特に総裁選に党員による予備選挙が導入されると、小派閥ではあるが日大人脈で多くの党員票を持つと言われる河本の影響力は無視できないものと見られていた。
1978年には自民党総裁予備選挙に初めて出馬する。この出馬は次回以降の総裁選への布石と、三木派が他派の草刈り場になることを防ぐ意味合いが強く、大平、福田赳夫、中曽根康弘に続く最下位で敗退した。
1980年の第36回衆議院議員総選挙期間中に大平が急死すると、中曽根や宮澤喜一らとともに後継総裁候補として名が挙がったが、キングメーカー田中角栄は鈴木善幸を総裁に指名した。鈴木内閣の発足後は三木派の解散に伴い、かつての三木派に所属した議員の大半を集めて河本派を旗揚げした。禅譲という形を採らなかったのは、三木の影を排除しなかった場合、他派からの支援が受けにくいという事情があったためである。
1982年、再び自民党総裁予備選挙に出馬する。反田中勢力の受け皿として序盤から順調に票数を伸ばし、有力候補と目されていたが、田中派の集票マシーンから支援を受けた中曽根に過半数を取られて次点となり、3位の安倍晋太郎や4位の中川一郎ともども国会議員による本選挙への立候補を辞退する。

### 三光汽船倒産
1985年、事実上のオーナーであった三光汽船が海運不況のあおりを受けて倒産し、竹下登や金丸信の支援により会社更生法申請にこぎつける。三光汽船の倒産は当時「戦後最大級」と称され、第2次中曽根第1次改造内閣で沖縄開発庁長官を務めていた河本は、その責任を取る形で辞任に追い込まれた。この倒産劇は政治家としての河本の評価にも影響を与えることとなった。
リクルート事件で竹下が内閣総理大臣を辞任し、続く宇野宗佑も参議院議員選挙の惨敗を受けて退陣した1989年は、河本にとって総裁の椅子に座る最大の好機とされた。しかし、竹下や金丸の若手待望論を受け、河本派の番頭格である海部俊樹が総裁候補に浮上する。河本は海部に対し「海部さん、あんたやりなさい」と促し、自らの総裁選出馬を見送った。河本が出馬を断念したことを知り、河本の側近であった大島理森は号泣したという。結果、総裁選挙では海部が林義郎と石原慎太郎を凌駕して圧勝し、新たな総裁に選出された。
1993年の第40回衆議院議員総選挙後には衆議院議長候補として名前が挙がったが、自民党が下野したために実現しなかった。（自民党からは奥野誠亮が衆議院議長選挙に立候補したが、社会党の元党首土井たか子に敗れた。）

### 晩年
1996年の第41回衆議院議員総選挙直前、健康上の理由から47年間務めた衆議院議員の職を引退する。後継には当時参議院議員であった三男の河本三郎を据えた。同年、勲一等旭日大綬章受章。
その後も番町政策研究所（旧河本派）名誉会長を務めたが、2001年5月24日、心不全のため東京都新宿区信濃町の慶應義塾大学病院で89歳で死去した。

## 家族
- 父・河本光 ‐ 村長
- 妹・敏子 ‐ 三光汽船創業者・吉田市之助の妻[7]
- 長女・敏江 ‐ 医師・高橋登の二男・高橋達夫（三光汽船監査役）の妻。達夫の兄嫁の父が三木武夫。[8]

## 評価
- 寡黙で謹厳、滅多に笑顔を見せなかったことから、タイの王族ワンワイタヤーコーン・ワラワンにちなんで「笑わん殿下」とあだ名された。
- 出生地にある相生駅が姫路駅から近距離にもかかわらず山陽新幹線停車駅となったのは、河本の我田引鉄によるものと評されたことがあるが、実際には夜行新幹線計画で相生―姫路―西明石間の単線運転が決まっていたため、同計画における待避駅として建設されたものである。

## 著書
- 『波濤三十年』三光汽船、1968年8月20日。
- 郵政事業の新時代（1970年、国際政治経済研究所）
- 三光汽船（編）、1977年8月10日『大商船隊』三光汽船。
- 新政策研究会（編）、1982年9月25日『世界の中の日本 : 80年代政治への提言』新政策研究会。
- 新政策研究会（編）、1983年4月25日『八十年代政治への提言』新政策研究会。
- 新政策研究会（編）、1983年10月20日『世界の中の日本 : 80年代政治への提言 続』新政策研究会。
- 『世界の中の日本 : 80年代政治への提言 第3集』新政策研究会、1984年10月15日。
- 市場開放と民間活力（1985年、新政策研究会）
- 日本の進路（1985年、新政策研究会）
- 『世界の中の日本 第5集』新政策研究会、1987年10月14日。

### 関連書籍
- 中村慶一郎『河本敏夫・全人像』（1982年、行政問題研究所） ISBN 978-4905786214

## 演じた俳優
- 成田次穂（1983年、『小説吉田学校』）